# Eutergrund bei Bullau
Der Eutergrund bei Bullau ist ein zweiteiliges Naturschutzgebiet im Odenwald im Grenzbereich von Hessen und Bayern. Die beiden Teile des Schutzgebietes wurden von den Bundesländern jeweils 1987 ausgewiesen. Schutzziel ist es, ein typisches Odenwälder Wiesental zu erhalten. Der Bachlauf selbst ist zudem als FFH-Gebiet „Euterbach und Itterbach mit Nebenbächen“ geschützt.

## Lage
Der Eutergrund bei Bullau liegt im Buntsandstein-Odenwald nordöstlich des Erbacher Ortsteils Bullau und östlich des Weilers Bullauer Eutergrund. Der Talgrund westlich des Euterbachs (6,69 ha) gehört zur hessischen Gemarkung Bullau im Odenwaldkreis, der Bereich östlich des Bachs (3,97 ha) gehört zur bayrischen Gemarkung Watterbach, Markt Kirchzell im Landkreis Miltenberg.

## Schutzziele
Mi der Unterschutzstellung soll ein typisches Odenwälder Wiesental mit naturnahem Bachlauf mit Schwarzerlenwald, quelligen nassen Wiesen und Großseggenriedern, bachbegleitenden Feuchtwiesen und extensiv genutzten Wiesen in seiner Gesamtheit erhalten werden.

## Beschreibung, Flora und Fauna
Der Eutergrund bei Bullau ist ein Wiesental entlang des Bachlaufs Euterbach, das seit dem 17. Jahrhundert extensiv bewirtschaftet wurde. Mit einem System von Bewässerungs- und Entwässerungsgräben wurde die Wasserversorgung früher so reguliert, dass die Wiesen bis zu dreimal im Jahr gemäht werden konnten. Durch diese Bewirtschaftungsform entwickelte sich ein  Mosaik kleinflächig wechselnder Pflanzengesellschaften aus Nasswiesen, Feuchtwiesen und hangseitig trockeneren extensiven Wiesen. In den arten- und blütenreichen Wiesen gedeihen teilweise bestandsgefährdete Pflanzenarten, unter anderem Schmalblättriges Wollgras, Geöhrtes Habichtskraut, Eisenhut-Hahnenfuß und Fieberklee. Außerdem dient das Gebiet als Lebensraum für viele Tierarten.
Durch die Aufgabe der Nutzung in weniger rentablen Bereichen verschwinden die charakteristischen Wiesentäler des waldreichen Sandsteinodenwaldes und verwandeln sich zunächst in Brachland und dann in Wald. Daher ist die Bewahrung der Wiesentäler für den Artenschutz, für das Landschaftsbild und auch kulturhistorisch von Bedeutung.

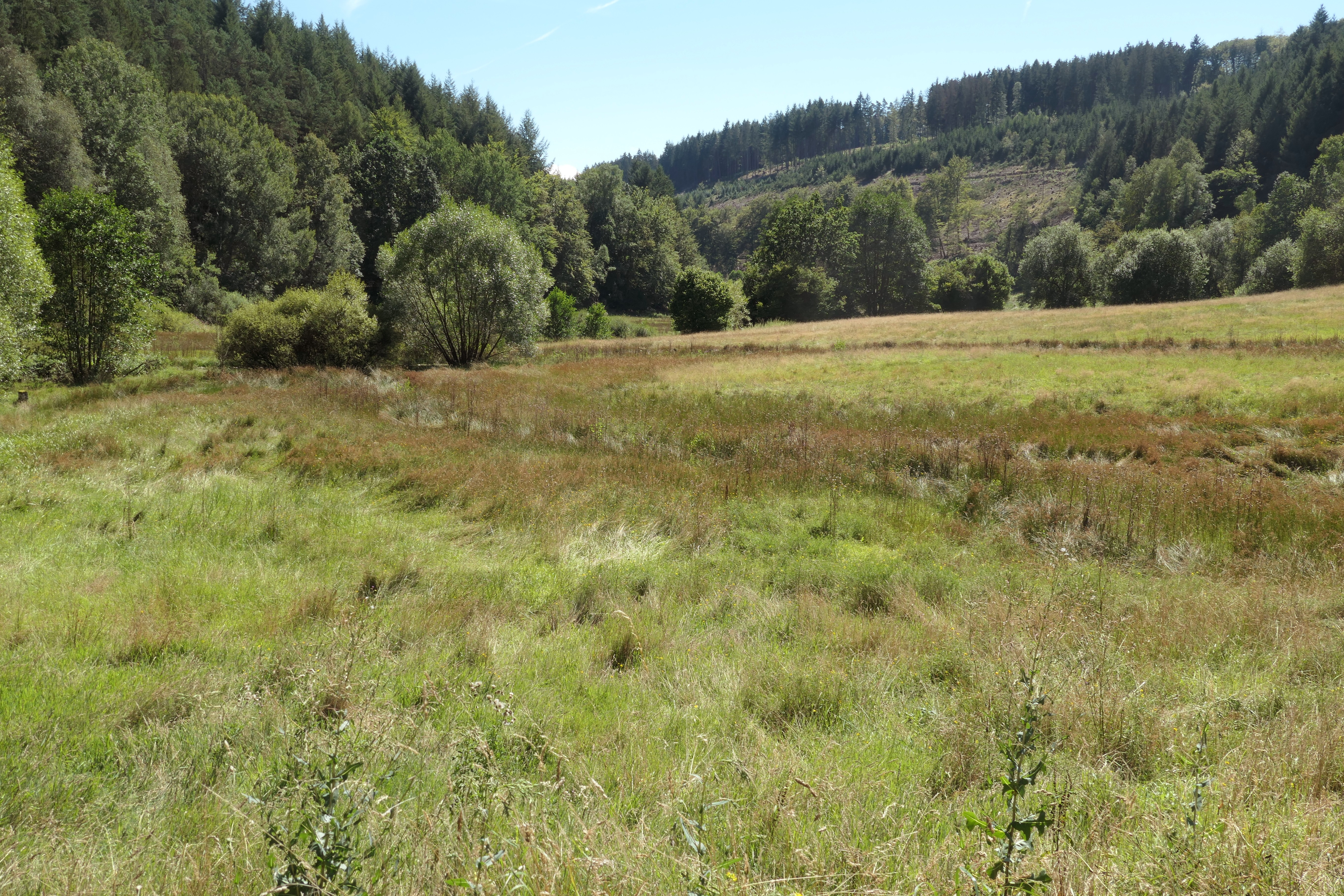
Eutergrund bei Bullau von Norden, links vom Bach der bayrische, rechts der hessische Teil (2024)
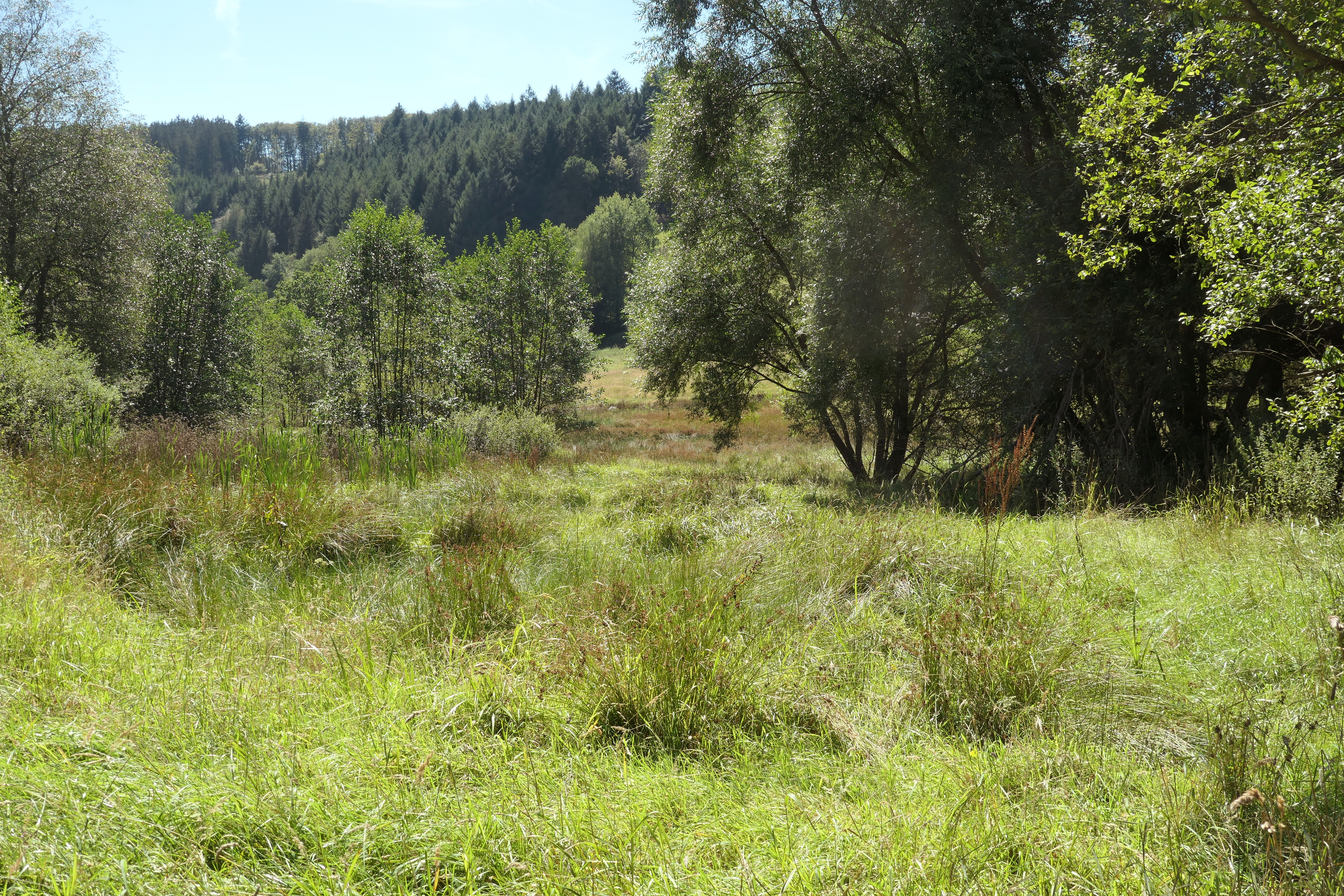
Bayrischer Teil von Norden (2024)
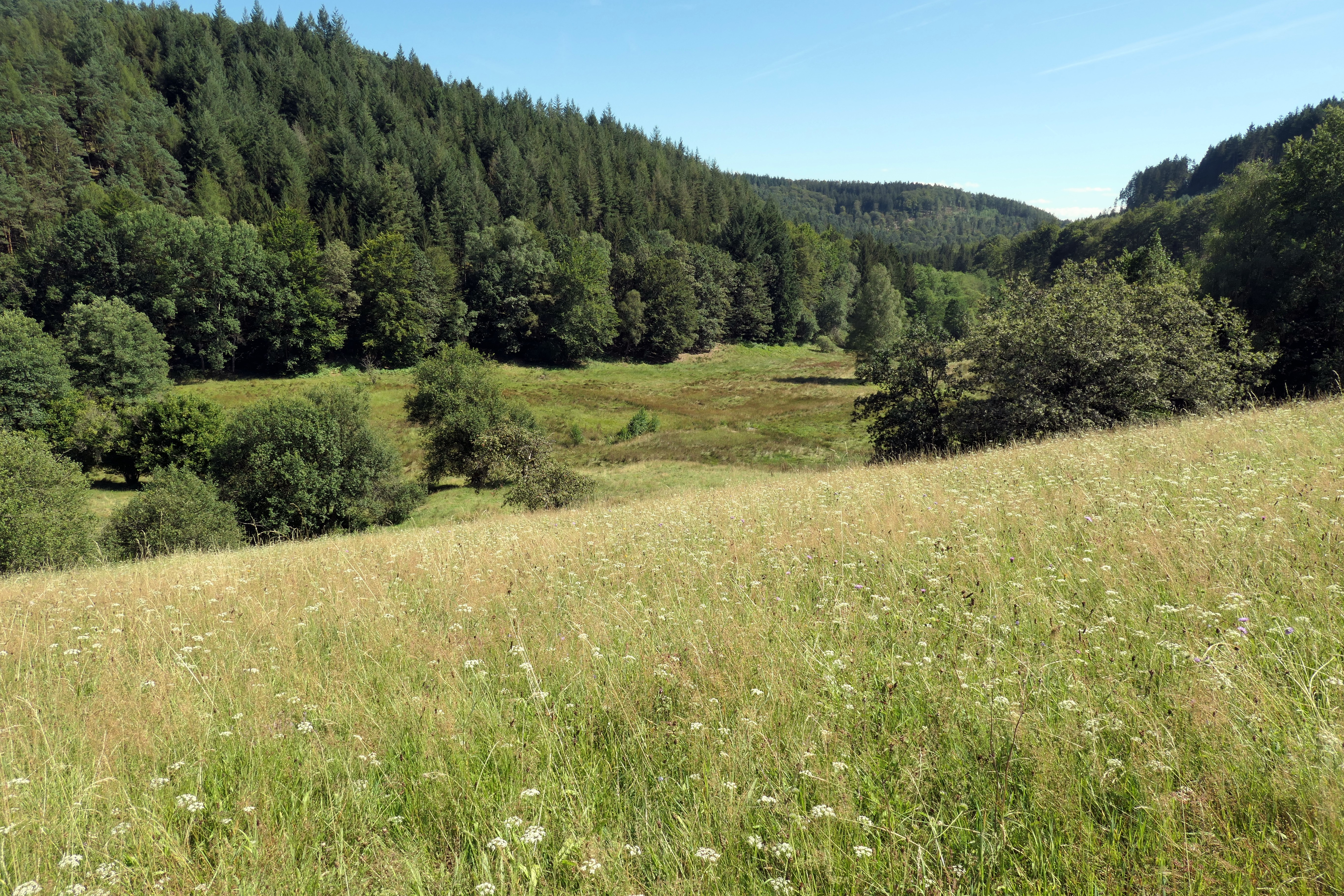
Blick von Nordwesten auf das Wiesental (2024)
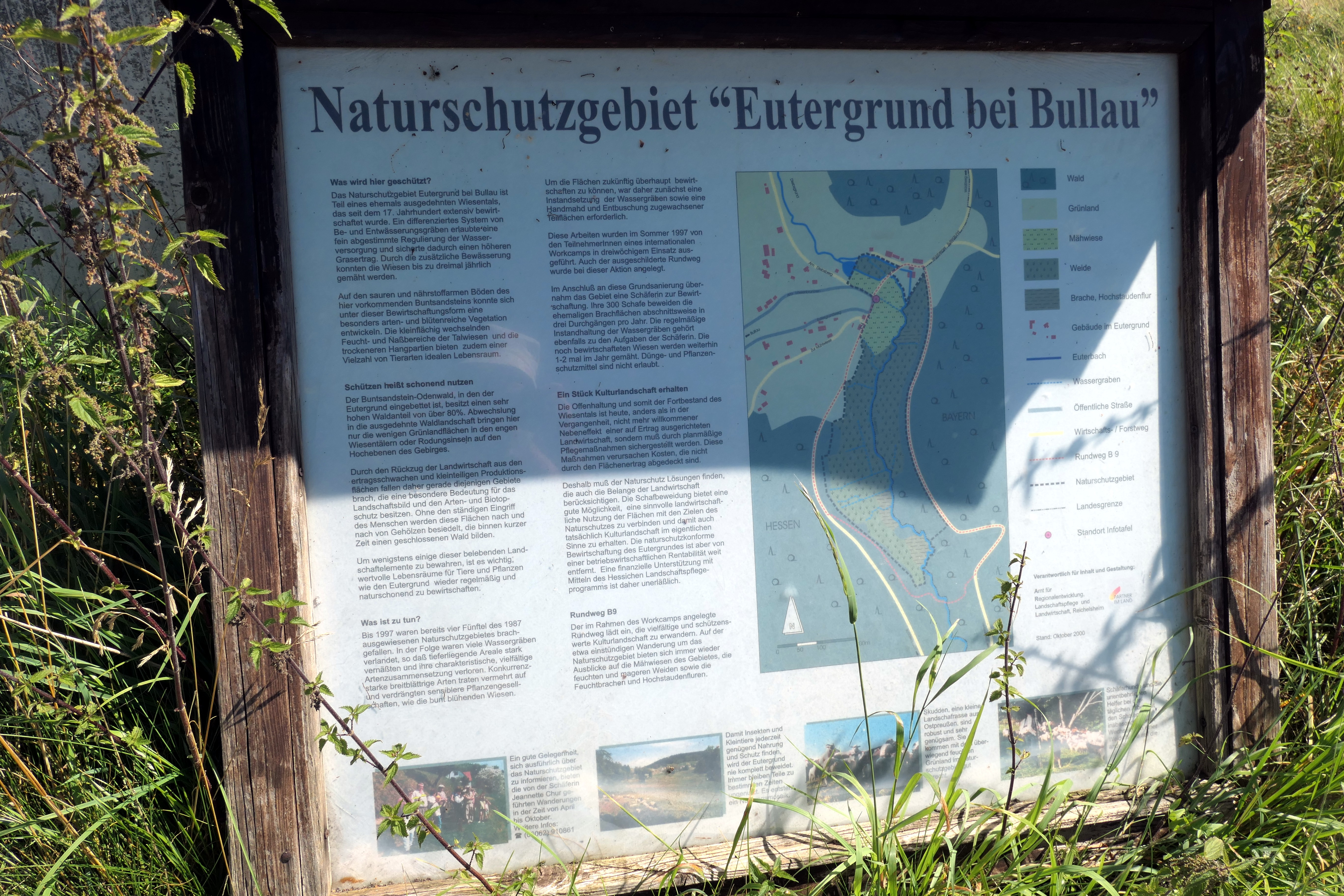
Infotafel am hessischen Teil des Naturschutzgebietes (2024)

## Biotopverträgliche Nutzung
Die Erhaltung von artenreichem extensivem Kulturland erfordert eine schonende Nutzung. Jedoch waren 10 Jahre nach der Ausweisung des Naturschutzgebietes im Jahr 1997 bereits vier Fünftel der Flächen brachgefallen und hatten teilweise ihre vielfältige Artenzusammensetzung verloren. 1997 wurden daher bei einem internationalen Workcamp zunächst die Wassergräben wieder instand gesetzt und die zugewachsenen Bereiche entbuscht. Seitdem erfolgt eine Nutzung durch abschnittsweise Beweidung durch Schafe, mit finanzieller Unterstützung des Hessischen Landschaftspflegeprogramms. Die noch bewirtschafteten Wiesen werden ein- bis zweimal im Jahr gemäht, der Einsatz von Dünger und Pflanzenschutzmitteln ist nicht erlaubt.